# Rebecca Front
Rebecca Louise Front (Stoke Newington, 16 mei 1964) is een Engelse actrice, bekend door haar komische rollen in On The Hour, The Day Today, Fist of Fun, Knowing Me, Knowing You, Monkey Dust en Time Gentlemen Please.
Zij trad ook op in The News Quiz, Have I got news for you, Big Train, If I Ruled The World, The Smell of Reeves and Mortimer, Monkey Trousers, Nighty Night en Absolutely Fabulous. Ook speelde zij serieuzere rollen in You Can Choose Your Friends, The Rotters' Club, Kavanagh Q.C., Lewis (televisieserie), waarin zij de chef Innocent van Robbie Lewis en zijn Sergeant speelt, en Jonathan Creek.
Front raakte betrokken bij komediespelen op de Universiteit van Oxford, waar zij studeerde. Zij toerde met de Oxford Theatre Group in 1984, en speelde in de revue Stop the Weak.
In 1985 trad Front op met Sioned William en Joan Magnusson in de show The Bobo Girls go BOO.
In 2007 speelde zij een gastrol in het Doctor Who audiodrama The Mind's Eye & Mission of the Viyrans.
Sinds 2006 schrijft zij regelmatig columns in The Guardian.
In 2014 speelt ze mee in aflevering "Let Us Prey" in de detective-serie Midsomer Murders waarin ze Martha de dominee speelde. Ook had ze een rolletje in de Britse sitcom Outnumbered.
Front is getrouwd en heeft twee kinderen.